# Baoji
Baoji (cinese: 宝鸡; pinyin: Bǎojī) è una città-prefettura della Cina nella provincia dello Shaanxi.
Ha una popolazione di 800 000 abitanti. L'area metropolitana ne conta 3.600.000. Circondata su tre lati da montagne si affaccia a est su una vallata.
Baoji è situata sulla via della seta sul fiume Wei.